# روهان ريد
روهان ريد (بالإنجليزية: Rohan Reid)‏ (3 نوفمبر 1981 بجامايكا - ) هو لاعب كرة قدم جامايكي في مركز الوسط. شارك مع منتخب جامايكا لكرة القدم. أما مع النوادي، فقد لعب مع Charlotte Eagles ‏ وTivoli Gardens F.C. ‏ وأرنيت جاردنز وMeadhaven United F.C. ‏ وVillage United F.C. ‏ وWadadah F.C. ‏ وCavalier F.C. ‏.

## وصلات خارجية
- روهان ريد على موقع قاعدة بيانات كرة القدم.إي يو (الإنجليزية)
- روهان ريد على موقع ناشيونال فوتبول تيمز (الإنجليزية)
- روهان ريد على موقع Soccerway.com (الإنجليزية)